# Шульц Костянтин Едуардович
Костянтин Едуардович Шульц (нар. 24 червня 1993, Херсон, Україна) — український футболіст, захисник.

## Життєпис
Народився в Херсоні, вихованець місцевої «Освіти». Перший тренер — Федір Кузьменко. У ДЮФЛУ також виступав за  «Моноліт» (Іллічівськ) та «Чорноморець» (Одеса). З червня 2010 року — переведений до перщої команди «моряків», в складі якої, щоправда не зіграв жодного офіційного поєдинку, виступаючи в основному в першості дублерів. У сезоні 2010/11 років також захищав кольори одеського «Чорноморця-2», який виступав у Групі А Другої ліги. Дебютував на професіональному рівні 23 липня 2010 року в переможному (3:0) домашньому поєдинку 1-го туру групи А другої ліги проти чернігівської «Десни». Костянтин вийшов на поле на 84-й хвилині, замінивши Андрія Слінкіна. Того сезону в чемпіонаті України відіграв 16 матчів. 
Навесні 2014 року приєднався до комсомольського «Гірник-спорту», після чого був внесений до заявки клубу на другу частину сезону 2013/14 років. Дебютував у складі свого нового клубу 29 березня 2014 року в переможному (2:1) виїзному поєдинку 25-о туру Другої ліги проти київського «Оболонь-Бровар». Шульц вийшов у стартовому складі та відіграв увесь матч. У футболці клубу з Горішніх Плавнів відіграв 41 матч у чемпіонатах України та 2 поєдинки в кубку України. Наприкінці листопада 2015 року залишив розташування «Гірника-спорту».
На початку серпня 2016 року підписав контракт з вірменським «Шираком», в складі якого зіграв 4 поєдинки в місцевому чемпіонаті. На початку січня 2017 року залишив розташування вірменського клубу. Наприкінці січня того ж року підписав 2-річний контракт з литовським «Атлантасом». На даний час захищає кольори цього клубу.

## Досягнення
- Друга ліга чемпіонату України
  -  Чемпіон (1): 2013/14

- Перша ліга чемпіонату України
  -  Бронзовий призер (1): 2014/15

- Кубок Литви
  -  Володар (1): 2024